# Marius Monkau
Marius Frederik Monkau (Amsterdam, 18 augustus 1937) is een Nederlandse zanger en acteur.
Monkau werd geboren in Amsterdam uit een Surinaamse vader en een Schots-Nederlandse moeder. Hij groeide op in een artistiek gezin met vijf kinderen. Zijn vader, Arthur Monkau speelde al in 1936 in de Nederlandse speelfilm Ballade van den hoogen hoed. Zijn broer Jack (5 mei 1939) werd acteur en zijn broer Arthur junior (6 februari 1935 - 7 oktober 2007) was fotograaf.
Monkau kwam op 17-jarige leeftijd in contact met Tom Manders. Hij kwam in diens cabaret Saint Germain des Prés en werkte later ook met hem in Duitse shows. Hij maakte een tournee door Zuid-Afrika met Zwarte Riek, een VPRO-tournee met Walter van Canoy, Annina Margiono, Rita Schidon en Enrico Neckheim, werkte bij Gerard Walden en Berry Kievits en woonde en werkte tussen 1963 en 1966 in het Ruhrgebied, waar hij Afro-Amerikaanse spirituals zong.
In 1969 zong Monkau mee in het koor van de cabaretmusical Met man en muis van Harry Bannink en Annie M.G. Schmidt. Rond 1970 werkte hij mee aan Jaap van de Merwe's tv-reeks 't Oproer kraait. Ook werkte hij samen met Rob Touber en vertegenwoordigde hij Nederland op het Songfestival van Knokke (1970). In 1970 was hij een van de hoofdrolspelers in de Nederlandse versie van de musical Hair. Daarnaast deed hij mee aan tientallen hoorspelen.
Hij ging wonen in Bourtange en bracht een single uit als eerbetoon aan deze plaats.

## Discografie (selectie)
Singles en ep's
- Die ene kleine traan / Dat kleine compliment (1962; PHILIPS 318 706 PF)
- Zilver calypso / Parade van de petticoats (1962; Philips' Harmonie; PHILIPS 106 824 F)
- Juanita / Lonesome road (1963; PHILIPS 327 548 JF)
- We shall overcome / Stormy weather (1963; PHILIPS 327 601 JF)
- Uit de film Plantage Tamarinde: Marie bamboo / Ajo mi Curaçao (1964; PHILIPS 327 740 JF)
- 'T woord dat harten openbreekt: De weg van barmhartigheid / Het jawoord dat Gij spreekt / In de hof van Gethsemane (met het Frans Müller Koor)(1965/1966; PHILIPS 411 774 NE)
- Two lovely blue eyes / Private guide (1968; RCA 47-15076)
- Zwei Tränen zuviel / So wie du (1969; RCA 47-15126)
- We / Anyone who loved once (1970; RCA 74-16028)
- Leven zonder liefde is zonde om te leven / Zonder zorgen (1972; PARK BP 1052)
- Mijn Bourtange / Vraag me niet waarom (1979; SPITSBERGEN SP 0279)[3]

## Hoorspelen (selectie)
- 6.810.000 liter water per seconde
- Als spinnen in hun web
- Avonturen van de gezusters Wiedemeyer, De
- Bacchanten
- Bloesems van vuur
- Nachtrapport
- Vrouw aan de bron[4]